# Torneo Apertura 2019 Tercera División (Guatemala)
El Torneo Apertura 2019 de la Tercera DIvisión de Guatemala dará inicio a la temporada 2019-20 de la cuarta categoría en el sistema de ligas del fútbol guatemalteco.

## Cambios en los equipos
| Ascendidos a Segunda División 2019-20       | Descendidos desde la Segunda División 2018-19                 | Equipos disueltos o desafiliados | Equipos inscritos |
| ------------------------------------------- | ------------------------------------------------------------- | --- | --- |
| - Agua Blanca - Barberena - Manatí - Jícaro | - Villa Nueva - San Antonio - Quiriguá - Juventud Escuintleca | - Asunción - Cahabón - Chaparrón - Independencia - Independiente - Itzapa - Juventud Esquipulteca - Juventud Gomerana - Juventud Obereña - Maxeños - Monjas - PInula - Real Motagua - Río Dulce - San Andrés - San Felipe - San José La Arada - San Marcos - Tellioz - Uspantán - Zacapa Gallos | - Aguacatán - Bárcena VN - Bolivia - EFAR Petén - Esquipulense - Futeca - San Jacinto - San Juan Bautista - Santo Tomás Independiente - Sipacate Comercio - Tigres - Tigres Jalapa |

## Sistema de competición
El torneo se divide en dos partes:
- Fase de clasificación: Formado por los 162 partidos en las de 10 a 14 jornadas disputadas dependiendo de la cantidad de equipos en grupo.
- Fase final: De dieciseisavos a final.

### Fase de clasificación
Los 93 equipos participantes jugarán una ronda clasificatoria de todos contra todos en visita recíproca, terminando de 10 hasta 14 fechas de 2 a 4 partidos cada una por grupo, para un total de 162 partidos clasificatorios. Se utiliza un sistema de puntos, que se presenta así:
- Por victoria, se obtendrán 3 puntos.
- Por empate, se obtendrá 1 punto.
- Por derrota no se obtendrán puntos.

Al finalizar las jornadas, la tabla se ordenará con base en los clubes que hayan obtenido la mayoría de puntos, en caso de empates, se toman los siguientes criterios:
1. Puntos
2. Puntos obtenidos entre los equipos empatados
3. Diferencial de goles
4. Goles anotados
5. Goles anotados en condición visitante.

### Fase final
Al finalizar la temporada clasificarán a los dieciseisavos de final:
Los 12 primeros lugares de grupo
Los 12 segundos lugares de grupo
Los 8 mejores terceros de grupo
Para un total de 32 equipos, arrancando en dieciseisavos de final.
Los clubes vencedores en las fases serán aquellos que en los dos juegos anoten el mayor número de goles. De existir empate en el número de goles anotados, la posición se definirá a favor del club con mayor cantidad de goles a favor cuando actúe como visitante.
Si una vez aplicado el criterio anterior los clubes siguieran empatados, se observará la posición de los clubes en la tabla general de clasificación.
Los ganadores de las semifinales se enfrentarán en la Gran Final, disputándose a ida y vuelta, el mejor clasificado entre los finalistas jugará el último partido en su estadio.

## Equipos participantes
| Grupo 1             | Grupo 1                                | Grupo 2             | Grupo 2                          | Grupo 3                | Grupo 3                           |
| Equipo              | Ciudad                                 | Equipo              | Ciudad                           | Equipo                 | Ciudad                            |
| ------------------- | -------------------------------------- | ------------------- | -------------------------------- | ---------------------- | --------------------------------- |
| Aguacatán           | Aguacatán, Huehuetenango               | Chile Verde         | San Martín CV, Quetzaltenango    | Bolivia                | Santo Domingo, Suchitepéquez      |
| Democracia          | La Democracia, Huehuetenango           | Comitán             | Comitancillo, San Marcos         | Esquipulense           | Esquipulas Palo Gordo, San Marcos |
| Esperanza           | La Esperanza, Quetzaltenango           | Fut-Toto AF         | Totonicapán, Totonicapán         | Jogo Foot              | Coatepeque, Quetzaltenango        |
| Juventud Copalera   | San Ildefonso Ixtahuacán Huehuetenango | Juventud Comiteca   | Comitancillo, San Marcos         | Pajapita               | Pajapita, San Marcos              |
| La Libertad         | La Libertad, Huehuetenango             | San Juan            | San Juan La Laguna, Sololá       | San Carlos             | Mazatenango, Suchitepéquez        |
| Los Corrales        | Cabricán, Quetzaltenango               | Santa Clara         | Santa Clara La Laguna, Sololá    | San Rafael PC          | San Rafael PC, San Marcos         |
| San Miguel          | San Miguel Acatán, Huehuetenango       | San Pedro           | San Pedro La Laguna, Sololá      | Suchitepéquez (filial) | Mazatenango, Suchitepéquez        |
| Tejutla             | Tejutla, San Marcos                    | Totonicapán         | Totonicapán, Totonicapán         | Tiquisatense           | Tiquisate, Escuintla              |
| Grupo 4             | Grupo 4                                | Grupo 5             | Grupo 5                          | Grupo 6                | Grupo 6                           |
| Equipo              | Ciudad                                 | Equipo              | Ciudad                           | Equipo                 | Ciudad                            |
| Democratence        | La Democracia, Escuintla               | AFF San Bartolomé   | San Bartolomé MA, Sacatepéquez   | Academia Municipal     | Ciudad de Guatemala               |
| Deportivo Palín     | Palín, Escuintla                       | Aurora B            | Ciudad de Guatemala              | Batallón Canales       | Villa Canales, Guatemala          |
| Masagua             | Masagua, Escuintla                     | Bárcena VN          | Villa Nueva, Guatemala           | Boca del Monte         | Boca del Monte, Guatemala         |
| Palín               | Palín, Escuintla                       | LD Bárcena          | Villa Nueva, Guatemala           | Chinautla              | Chinautla, Guatemala              |
| Patulul             | Patulul, Suchitepéquez                 | San Raymundo        | San Raymundo, Guatemala          | Futeca                 | Ciudad de Guatemala               |
| Proyecto Escuintla  | Escuintla, Escuintla                   | Sanjuaneros         | San Juan Sacatepéquez, Guatemala | Pueblo Nuevo Viñas     | Pueblo Nuevo Viñas, Santa Rosa    |
| San Juan Bautista   | San Juan Bautista, Suchitepéquez       | ST Independencia    | Santa Lucía MA, Sacatepéquez     | Santa Catarina Pinula  | Santa Catarina Pinula, Guatemala  |
| Sipacate Comercio   | Sipacate, Escuintla                    | Villa Nueva         | Villa Nueva, Guatemala           | Tigres FC              | Ciudad de Guatemala               |
| Grupo 7             | Grupo 7                                | Grupo 8             | Grupo 8                          | Grupo 9                | Grupo 9                           |
| Equipo              | Ciudad                                 | Equipo              | Ciudad                           | Equipo                 | Ciudad                            |
| Achik'              | Ciudad de Guatemala                    | Cuilapa             | Cuilapa, Santa Rosa              | Gualán                 | Gualán, Zacapa                    |
| ASODEL              | Ciudad de Guatemala                    | Jalapa              | Jalapa, Jalapa                   | Juvenil Estanzuela     | Estanzuela, Zacapa                |
| Atlético Ariga      | Ciudad de Guatemala                    | Jutiapa             | Jutiapa, Jutiapa                 | Juvenil Santa Cruz     | Río Hondo, Zacapa                 |
| Camperonix          | Ciudad de Guatemala                    | Mictlán             | Asunción Mita, Jutiapa           | La Unión               | La Unión, Zacapa                  |
| EMEFUT              | Ciudad de Guatemala                    | Nueva Santa Rosa    | Nueva Santa Rosa, Santa Rosa     | Río Hondo              | Río Hondo, Zacapa                 |
| Juventud Canadiense | Ciudad de Guatemala                    | San Luis            | San Luis Jilotepeque, Jalapa     | San Jacinto            | San Jacinto, Chiquimula           |
| Palencia            | Palencia, Guatemala                    | Tigres Jalapa       | Jalapa, Jalapa                   | San Jorge              | San Jorge, Zacapa                 |
| Tierra Nueva        | Mixco, Guatemala                       | Xinka Chiquimulilla | Chiquimulilla, Santa Rosa        | San Rafael             | Teculután, Zacapa                 |
| Grupo 10            | Grupo 10                               | Grupo 11            | Grupo 11                         | Grupo 12               | Grupo 12                          |
| Equipo              | Ciudad                                 | Equipo              | Ciudad                           | Equipo                 | Ciudad                            |
| Chamelco            | San Juan Chamelco, Alta Verapaz        | Chichipate          | El Estor, Izabal                 | Alianza Flores         | Flores, Petén                     |
| Cubulco             | Cubulco, Baja Verapaz                  | Estudiantes         | Morales, Izabal                  | Don Bosco              | San Benito, Petén                 |
| Ixcán               | Ixcán, Quiché                          | Izabal JC           | Puerto Barrios, Izabal           | EFAR Petén             | Flores, Petén                     |
| Playa Grande        | Ixcán, Quiché                          | Quiriguá            | Los Amates, Izabal               | GM Poptún              | Poptún, Petén                     |
| Polochic            | Tucurú, Alta Verapaz                   | Real Motagua        | Puerto Barrios, Izabal           | Halcones La Libertad   | La Libertad, Petén                |
| Salamá              | Salamá, Baja Verapaz                   | Selcasa             | Los Amates, Izabal               | Jaguares de Petén      | San José, Petén                   |
| San Jerónimo        | San Jerónimo, Baja Verapaz             |                     |                                  | Melchor                | Melchor de Mencos, Petén          |
|                     |                                        |                     |                                  | Pumas                  | Flores, Petén                     |

## Clasificación

### Grupo 1
|                                               | Pos. | Equipos           | PJ | PG | PE | PP | GF | GC | Dif. | PTS | Clasificación          |
| --------------------------------------------- | ---- | ----------------- | -- | -- | -- | -- | -- | -- | ---- | --- | ---------------------- |
|                                               | 1º   | La Libertad       | 14 | 9  | 3  | 2  | 28 | 9  | +19  | 30  | Dieciseisavos de final |
|                                               | 2º   | Juventud Copalera | 14 | 9  | 1  | 4  | 32 | 21 | +11  | 28  | Dieciseisavos de final |
|                                               | 3º   | Democracia        | 14 | 8  | 3  | 3  | 33 | 13 | +20  | 27  | Dieciseisavos de final |
|                                               | 4º   | Aguacatán         | 14 | 7  | 2  | 5  | 26 | 20 | +6   | 23  |                        |
|                                               | 5º   | San Miguel        | 14 | 6  | 2  | 6  | 27 | 24 | +3   | 20  |                        |
|                                               | 6º   | CD Tejutla        | 14 | 4  | 3  | 7  | 20 | 23 | -3   | 15  |                        |
|                                               | 7º   | Esperanza         | 14 | 3  | 1  | 10 | 14 | 37 | -23  | 10  |                        |
|                                               | 8º   | Los Corrales      | 14 | 2  | 1  | 11 | 14 | 47 | -33  | 7   |                        |
| Última actualización: 20 de noviembre de 2019 |      |                   |    |    |    |    |    |    |      |     |                        |

### Grupo 2
|                                               | Pos. | Equipos           | PJ | PG | PE | PP | GF | GC | Dif. | PTS | Clasificación          |
| --------------------------------------------- | ---- | ----------------- | -- | -- | -- | -- | -- | -- | ---- | --- | ---------------------- |
|                                               | 1º   | San Juan          | 14 | 11 | 1  | 2  | 44 | 8  | +36  | 34  | Dieciseisavos de final |
|                                               | 2º   | San Pedro         | 14 | 11 | 0  | 3  | 32 | 16 | +16  | 33  | Dieciseisavos de final |
|                                               | 3º   | Comitán           | 14 | 10 | 0  | 4  | 34 | 19 | +15  | 30  | Dieciseisavos de final |
|                                               | 4º   | Chile Verde       | 14 | 6  | 2  | 6  | 19 | 25 | -6   | 20  |                        |
|                                               | 5º   | Juventud Comiteca | 14 | 6  | 1  | 7  | 17 | 23 | -6   | 19  |                        |
|                                               | 6º   | Santa Clara       | 14 | 4  | 4  | 6  | 18 | 21 | -3   | 16  |                        |
|                                               | 7º   | Totonicapán       | 14 | 1  | 3  | 9  | 10 | 24 | -14  | 6   |                        |
|                                               | 8º   | Fut-TOTO AF       | 14 | 0  | 1  | 12 | 5  | 43 | -38  | 1   |                        |
| Última actualización: 20 de noviembre de 2019 |      |                   |    |    |    |    |    |    |      |     |                        |

### Grupo 3
|                                               | Pos. | Equipos               | PJ | PG | PE | PP | GF | GC | Dif. | PTS | Clasificación          |
| --------------------------------------------- | ---- | --------------------- | -- | -- | -- | -- | -- | -- | ---- | --- | ---------------------- |
|                                               | 1º   | San Rafael PC         | 14 | 8  | 5  | 1  | 28 | 16 | +12  | 29  | Dieciseisavos de final |
|                                               | 2º   | Pajapita              | 14 | 8  | 3  | 3  | 39 | 16 | +23  | 27  | Dieciseisavos de final |
|                                               | 3º   | Bolivia               | 14 | 7  | 5  | 2  | 35 | 17 | +18  | 26  | Dieciseisavos de final |
|                                               | 4º   | San Carlos            | 14 | 5  | 5  | 4  | 24 | 16 | +8   | 20  |                        |
|                                               | 5º   | Juventud Tiquisatense | 14 | 6  | 2  | 6  | 19 | 32 | -13  | 16  |                        |
|                                               | 6º   | Esquimulense          | 14 | 5  | 1  | 8  | 24 | 37 | -13  | 16  |                        |
|                                               | 7º   | Suchitepéquez B       | 14 | 2  | 4  | 8  | 20 | 28 | -8   | 10  |                        |
|                                               | 8º   | Jogo-Foot             | 14 | 2  | 1  | 11 | 11 | 38 | -27  | 7   |                        |
| Última actualización: 20 de noviembre de 2019 |      |                       |    |    |    |    |    |    |      |     |                        |

### Grupo 4
|                                               | Pos. | Equipos            | PJ | PG | PE | PP | GF | GC | Dif. | PTS | Clasificación          |
| --------------------------------------------- | ---- | ------------------ | -- | -- | -- | -- | -- | -- | ---- | --- | ---------------------- |
|                                               | 1º   | Sipacate Comercio  | 14 | 8  | 3  | 3  | 30 | 17 | +13  | 27  | Dieciseisavos de final |
|                                               | 2º   | Deportivo Palín    | 14 | 7  | 4  | 3  | 22 | 13 | +9   | 25  | Dieciseisavos de final |
|                                               | 3º   | Proyecto Escuintla | 14 | 6  | 6  | 2  | 32 | 17 | +15  | 24  |                        |
|                                               | 4º   | Patulul            | 14 | 7  | 2  | 5  | 35 | 21 | +14  | 23  |                        |
|                                               | 5º   | San Juan Bautista  | 14 | 6  | 4  | 4  | 21 | 14 | +7   | 22  |                        |
|                                               | 6º   | Democratense       | 14 | 4  | 4  | 6  | 19 | 24 | -5   | 16  |                        |
|                                               | 7º   | Masagua            | 14 | 3  | 1  | 10 | 18 | 49 | -31  | 10  |                        |
|                                               | 8º   | Palín              | 14 | 2  | 2  | 10 | 11 | 33 | -22  | 8   |                        |
| Última actualización: 20 de noviembre de 2019 |      |                    |    |    |    |    |    |    |      |     |                        |

### Grupo 5
|                                               | Pos. | Equipos             | PJ | PG | PE | PP | GF | GC | Dif. | PTS | Clasificación          |
| --------------------------------------------- | ---- | ------------------- | -- | -- | -- | -- | -- | -- | ---- | --- | ---------------------- |
|                                               | 1º   | LD Bárcena          | 14 | 8  | 3  | 3  | 24 | 11 | +13  | 27  | Dieciseisavos de final |
|                                               | 2º   | San Raymundo        | 14 | 9  | 0  | 5  | 26 | 13 | +13  | 27  | Dieciseisavos de final |
|                                               | 3º   | Sanjuaneros         | 14 | 8  | 2  | 4  | 23 | 19 | +4   | 26  | Dieciseisavos de final |
|                                               | 4º   | Santo Tomás IFC     | 14 | 7  | 3  | 4  | 19 | 15 | +4   | 24  |                        |
|                                               | 5º   | Aurora B            | 14 | 4  | 5  | 5  | 16 | 16 | 0    | 17  |                        |
|                                               | 6º   | Bárcena Villa Nueva | 14 | 5  | 1  | 8  | 18 | 25 | -7   | 16  |                        |
|                                               | 7º   | Villa Nueva         | 14 | 3  | 3  | 8  | 19 | 31 | -12  | 12  |                        |
|                                               | 8º   | AFF San Bartolomé   | 14 | 2  | 3  | 9  | 10 | 25 | -15  | 9   |                        |
| Última actualización: 20 de noviembre de 2019 |      |                     |    |    |    |    |    |    |      |     |                        |

### Grupo 6
|                                               | Pos. | Equipos               | PJ | PG | PE | PP | GF | GC | Dif. | PTS | Clasificación          |
| --------------------------------------------- | ---- | --------------------- | -- | -- | -- | -- | -- | -- | ---- | --- | ---------------------- |
|                                               | 1º   | Boca del Monte        | 14 | 9  | 4  | 1  | 31 | 11 | +20  | 31  | Dieciseisavos de final |
|                                               | 2º   | Santa Catarina Pinula | 14 | 8  | 4  | 2  | 35 | 21 | +14  | 28  | Dieciseisavos de final |
|                                               | 3º   | Pueblo Nuevo Viñas    | 14 | 6  | 4  | 4  | 21 | 18 | +3   | 22  |                        |
|                                               | 4º   | Batallón Canales      | 14 | 6  | 4  | 4  | 22 | 24 | -2   | 22  |                        |
|                                               | 5º   | Chinautla             | 14 | 7  | 3  | 4  | 33 | 26 | +7   | 12  |                        |
|                                               | 6º   | Futeca                | 14 | 3  | 3  | 8  | 16 | 21 | -5   | 12  |                        |
|                                               | 7º   | Tigres                | 14 | 1  | 4  | 9  | 15 | 37 | -22  | 7   |                        |
|                                               | 8º   | Academia Municipal    | 14 | 1  | 4  | 9  | 20 | 35 | -15  | 7   |                        |
| Última actualización: 20 de noviembre de 2019 |      |                       |    |    |    |    |    |    |      |     |                        |

### Grupo 7
|                                               | Pos. | Equipos              | PJ | PG | PE | PP | GF | GC | Dif. | PTS | Clasificación          |
| --------------------------------------------- | ---- | -------------------- | -- | -- | -- | -- | -- | -- | ---- | --- | ---------------------- |
|                                               | 1º   | Achik'               | 14 | 12 | 1  | 1  | 43 | 15 | +28  | 37  | Dieciseisavos de final |
|                                               | 2º   | Palencia             | 14 | 10 | 2  | 2  | 45 | 21 | +24  | 32  | Dieciseisavos de final |
|                                               | 3º   | Tierra Nueva         | 14 | 7  | 4  | 3  | 25 | 21 | +4   | 25  |                        |
|                                               | 4º   | ASODEL               | 14 | 5  | 2  | 7  | 35 | 35 | 0    | 17  |                        |
|                                               | 5º   | Juventud Canadiense  | 14 | 4  | 2  | 8  | 21 | 48 | -27  | 14  |                        |
|                                               | 6º   | Capitalinos EMEFUT B | 14 | 2  | 5  | 7  | 20 | 24 | -4   | 11  |                        |
|                                               | 7º   | Camperonix           | 14 | 2  | 4  | 8  | 18 | 30 | -12  | 10  |                        |
|                                               | 8º   | Atlético Ariga       | 14 | 2  | 4  | 8  | 13 | 26 | -13  | 10  |                        |
| Última actualización: 20 de noviembre de 2019 |      |                      |    |    |    |    |    |    |      |     |                        |

### Grupo 8
|                                               | Pos. | Equipos             | PJ | PG | PE | PP | GF | GC | Dif. | PTS | Clasificación          |
| --------------------------------------------- | ---- | ------------------- | -- | -- | -- | -- | -- | -- | ---- | --- | ---------------------- |
|                                               | 1º   | Nueva Santa Rosa    | 14 | 8  | 5  | 1  | 28 | 7  | +21  | 29  | Dieciseisavos de final |
|                                               | 2º   | Cuilapa             | 14 | 8  | 3  | 3  | 27 | 15 | +12  | 27  | Dieciseisavos de final |
|                                               | 3º   | Jutiapa             | 14 | 8  | 3  | 3  | 24 | 12 | +12  | 27  | Dieciseisavos de final |
|                                               | 4º   | Tigres de Jalapa    | 14 | 6  | 3  | 4  | 17 | 12 | +5   | 21  |                        |
|                                               | 5º   | San Luis            | 14 | 3  | 7  | 4  | 17 | 16 | +1   | 16  |                        |
|                                               | 6º   | Jalapa              | 14 | 3  | 3  | 8  | 14 | 25 | -11  | 12  |                        |
|                                               | 7º   | Mictlán B           | 14 | 2  | 4  | 7  | 15 | 29 | -14  | 10  |                        |
|                                               | 8º   | Xinka Chiquimulilla | 14 | 2  | 2  | 9  | 11 | 37 | -26  | 8   |                        |
| Última actualización: 20 de noviembre de 2019 |      |                     |    |    |    |    |    |    |      |     |                        |

### Grupo 9
|                                               | Pos. | Equipos            | PJ | PG | PE | PP | GF | GC | Dif. | PTS | Clasificación          |
| --------------------------------------------- | ---- | ------------------ | -- | -- | -- | -- | -- | -- | ---- | --- | ---------------------- |
|                                               | 1º   | Gualán             | 14 | 11 | 2  | 1  | 39 | 9  | +30  | 35  | Dieciseisavos de final |
|                                               | 2º   | La Unión           | 14 | 8  | 3  | 3  | 29 | 16 | +13  | 27  | Dieciseisavos de final |
|                                               | 3º   | Juvenil Estanzuela | 14 | 6  | 5  | 3  | 21 | 19 | +2   | 23  |                        |
|                                               | 4º   | Juvenil Santa Cruz | 14 | 6  | 3  | 5  | 22 | 15 | +7   | 21  |                        |
|                                               | 5º   | San Rafael         | 14 | 6  | 2  | 6  | 24 | 21 | +3   | 20  |                        |
|                                               | 6º   | San Jacinto        | 14 | 5  | 2  | 7  | 25 | 31 | -6   | 17  |                        |
|                                               | 7º   | Río Hondo          | 14 | 2  | 2  | 10 | 8  | 26 | -18  | 8   |                        |
|                                               | 8º   | San Jorge B        | 14 | 2  | 1  | 11 | 8  | 39 | -31  | 7   |                        |
| Última actualización: 20 de noviembre de 2019 |      |                    |    |    |    |    |    |    |      |     |                        |

### Grupo 10
|                                               | Pos. | Equipos      | PJ | PG | PE | PP | GF | GC | Dif. | PTS | Clasificación          |
| --------------------------------------------- | ---- | ------------ | -- | -- | -- | -- | -- | -- | ---- | --- | ---------------------- |
|                                               | 1º   | San Jerónimo | 12 | 9  | 1  | 2  | 25 | 7  | +18  | 28  | Dieciseisavos de final |
|                                               | 2º   | Playa Grande | 12 | 6  | 5  | 1  | 24 | 17 | +7   | 23  | Dieciseisavos de final |
|                                               | 3º   | Polochic     | 12 | 7  | 2  | 3  | 17 | 11 | +6   | 23  | Dieciseisavos de final |
|                                               | 4º   | Cubulco      | 12 | 4  | 4  | 4  | 14 | 17 | -3   | 16  |                        |
|                                               | 5º   | Salamá       | 12 | 2  | 5  | 5  | 12 | 19 | -7   | 11  |                        |
|                                               | 6º   | Ixcán        | 12 | 2  | 2  | 8  | 14 | 22 | -8   | 8   |                        |
|                                               | 7º   | Chamelco     | 12 | 1  | 3  | 8  | 11 | 24 | -13  | 6   |                        |
| Última actualización: 20 de noviembre de 2019 |      |              |    |    |    |    |    |    |      |     |                        |

### Grupo 11
|                                               | Pos. | Equipos             | PJ | PG | PE | PP | GF | GC | Dif. | PTS | Clasificación          |
| --------------------------------------------- | ---- | ------------------- | -- | -- | -- | -- | -- | -- | ---- | --- | ---------------------- |
|                                               | 1º   | Izabal JC           | 12 | 11 | 1  | 0  | 32 | 9  | +23  | 34  | Dieciseisavos de final |
|                                               | 2º   | Quiriguá            | 12 | 8  | 2  | 2  | 27 | 8  | +19  | 26  | Dieciseisavos de final |
|                                               | 3º   | Estudiantes Morales | 12 | 7  | 2  | 3  | 25 | 14 | +11  | 23  | Dieciseisavos de final |
|                                               | 4º   | Buenos Aires        | 12 | 6  | 1  | 5  | 22 | 19 | +3   | 19  |                        |
|                                               | 5º   | Real Motagua        | 12 | 3  | 1  | 8  | 14 | 33 | -19  | 10  |                        |
|                                               | 6º   | SELCASA             | 12 | 2  | 0  | 10 | 13 | 29 | -16  | 6   |                        |
|                                               | 7º   | Chichipate          | 12 | 1  | 1  | 10 | 10 | 31 | -21  | 4   |                        |
| Última actualización: 20 de noviembre de 2019 |      |                     |    |    |    |    |    |    |      |     |                        |

### Grupo 12
|                                               | Pos. | Equipos              | PJ | PG | PE | PP | GF | GC | Dif. | PTS | Clasificación          |
| --------------------------------------------- | ---- | -------------------- | -- | -- | -- | -- | -- | -- | ---- | --- | ---------------------- |
|                                               | 1º   | Jaguares de Petén    | 14 | 10 | 2  | 2  | 34 | 13 | +21  | 32  | Dieciseisavos de final |
|                                               | 2º   | Melchor              | 14 | 9  | 3  | 2  | 34 | 13 | +21  | 30  | Dieciseisavos de final |
|                                               | 3º   | Halcones La Libertad | 14 | 8  | 3  | 3  | 23 | 12 | +11  | 27  | Dieciseisavos de final |
|                                               | 4º   | EFAR Petén           | 14 | 6  | 2  | 6  | 22 | 19 | +3   | 20  |                        |
|                                               | 5º   | GM Poptún            | 14 | 5  | 2  | 7  | 17 | 21 | -4   | 17  |                        |
|                                               | 6º   | Don Bosco            | 14 | 5  | 2  | 7  | 17 | 21 | -4   | 17  |                        |
|                                               | 7º   | Alianza Flores       | 14 | 3  | 2  | 9  | 19 | 23 | -4   | 11  |                        |
|                                               | 8º   | Pumas                | 14 | 1  | 2  | 11 | 7  | 51 | -44  | 5   |                        |
| Última actualización: 20 de noviembre de 2019 |      |                      |    |    |    |    |    |    |      |     |                        |

## Fase final

### Dieciseisavos de final
| Fechas                         | Local en la ida      | Global    | Local en la vuelta    | Ida   | Vuelta |
| ------------------------------ | -------------------- | --------- | --------------------- | ----- | ------ |
| 27 de octubre y 3 de noviembre | Deportivo Palín      | 5 - 6     | San Juan              | 2 - 2 | 3 - 4  |
| 27 de octubre y 3 de noviembre | Sanjuaneros          | 2 - 6     | San Pedro             | 2 - 2 | 0 - 4  |
| 27 de octubre y 3 de noviembre | Bolivia              | 6 - 2     | Juventud Copalera     | 6 - 0 | 0 - 2  |
| 27 de octubre y 3 de noviembre | San Raymundo         | 4 - 5     | La Libertad           | 3 - 2 | 1 - 3  |
| 27 de octubre y 3 de noviembre | Comitán              | 5 - 3     | LD Bárcena            | 5 - 1 | 0 - 2  |
| 27 de octubre y 3 de noviembre | Sipacate Comercio    | 2 - 3     | San Rafael PC         | 2 - 0 | 0 - 3  |
| 27 de octubre y 3 de noviembre | Democracia           | 7 - 6     | Boca del Monte        | 7 - 1 | 0 - 5  |
| 27 de octubre y 3 de noviembre | Pajapita             | 4 - 5     | Santa Catarina Pinula | 2 - 1 | 2 - 4  |
| 27 de octubre y 3 de noviembre | Polochic             | 2 - 5     | Achik'                | 2 - 0 | 0 - 5  |
| 27 de octubre y 3 de noviembre | Playa Grande         | 1 - 3     | Gualán                | 0 - 2 | 1 - 1  |
| 27 de octubre y 3 de noviembre | Estudiantes          | 2(11-12)2 | Izabal JC             | 2 - 0 | 0 - 2  |
| 27 de octubre y 3 de noviembre | Quiriguá             | 5 - 6     | Palencia              | 4 - 1 | 1 - 5  |
| 27 de octubre y 3 de noviembre | Halcones La Libertad | 1 - 2     | Jaguares              | 1 - 1 | 0 - 1  |
| 27 de octubre y 3 de noviembre | Jutiapa              | 2 - 2*    | Melchor               | 2 - 1 | 0 - 1  |
| 27 de octubre y 3 de noviembre | Cuilapa              | 1 - 3     | Nueva Santa Rosa      | 0 - 1 | 1 - 2  |
| 27 de octubre y 3 de noviembre | La Unión             | 5 - 4     | San Jerónimo          | 3 - 1 | 2 - 3  |

### Octavos de final
| Fechas               | Local en la ida       | Global | Local en la vuelta | Ida   | Vuelta |
| -------------------- | --------------------- | ------ | ------------------ | ----- | ------ |
| 10 y 17 de noviembre | Bolivia               | 5 - 4  | San Juan           | 4 - 2 | 1 - 2  |
| 10 y 17 de noviembre | LD Bárcena            | 3 - 6  | San Pedro          | 2 - 0 | 1 - 6  |
| 10 y 17 de noviembre | Democracia            | 1 - 2  | La Libertad        | 1 - 1 | 0 - 1  |
| 10 y 17 de noviembre | Santa Catarina Pinula | 4 - 4  | San Rafael PC      | 3 - 1 | 1 - 3  |
| 10 y 17 de noviembre | Jutiapa               | 2 - 3  | Achik'             | 1 - 1 | 1 - 2  |
| 10 y 17 de noviembre | San Jerónimo          | 4 - 4  | Gualán             | 3 - 1 | 1 - 3  |
| 10 y 17 de noviembre | Nueva Santa Rosa      | 0 - 2  | Izabal JC          | 0 - 0 | 0 - 2  |
| 10 y 17 de noviembre | Jaguares              | 2 - 5  | Palencia           | 2 - 2 | 0 - 3  |

### Cuartos de final
| Fechas                    | Local en la ida | Global | Local en la vuelta | Ida   | Vuelta |
| ------------------------- | --------------- | ------ | ------------------ | ----- | ------ |
| 24 noviembre, 1 diciembre | Bolivia         | 3 - 2  | Achik'             | 2 - 1 | 1 - 1  |
| 24 noviembre, 1 diciembre | San Rafael PC   | 1 - 5  | Gualán             | 1 - 1 | 0 - 4  |
| 24 noviembre, 1 diciembre | La Libertad     | 1 - 3  | Izabal JC          | 1 - 0 | 0 - 3  |
| 24 noviembre, 1 diciembre | Palencia        | 3 - 4  | San Pedro          | 2 - 3 | 1 - 1  |

### Semifinales
| Fechas              | Local en la ida | Global    | Local en la vuelta | Ida   | Vuelta |
| ------------------- | --------------- | --------- | ------------------ | ----- | ------ |
| 8 y 15 de diciembre | Bolivia         | 3(3)-(4)3 | Gualán             | 2 - 1 | 1 - 2  |
| 8 y 15 de diciembre | San Pedro       | 0 - 4     | Izabal JC          | 0 - 1 | 0 - 3  |

### Final
| Fechas          | Local     | Resultado | Visitante |
| --------------- | --------- | --------- | --------- |
| 22 de diciembre | Izabal JC | 2 - 0     | Gualán    |

|                   |
| Campeón Izabal JC |
| 1° título         |

- Datos: Q65159669